# Alhóndiga (edifício)

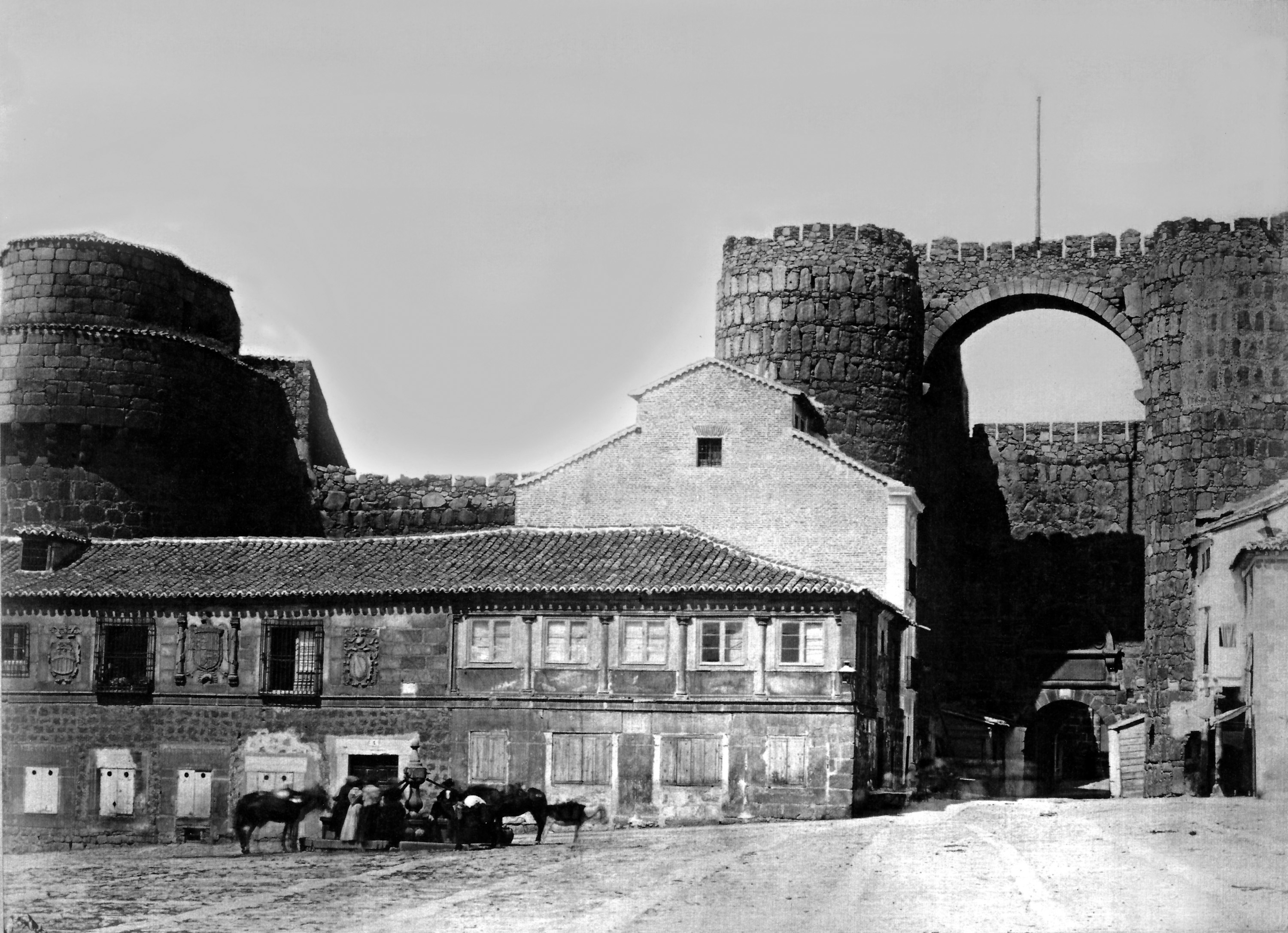
Fotografia de 1864 do antigo almudín de Ávila, já desaparecido

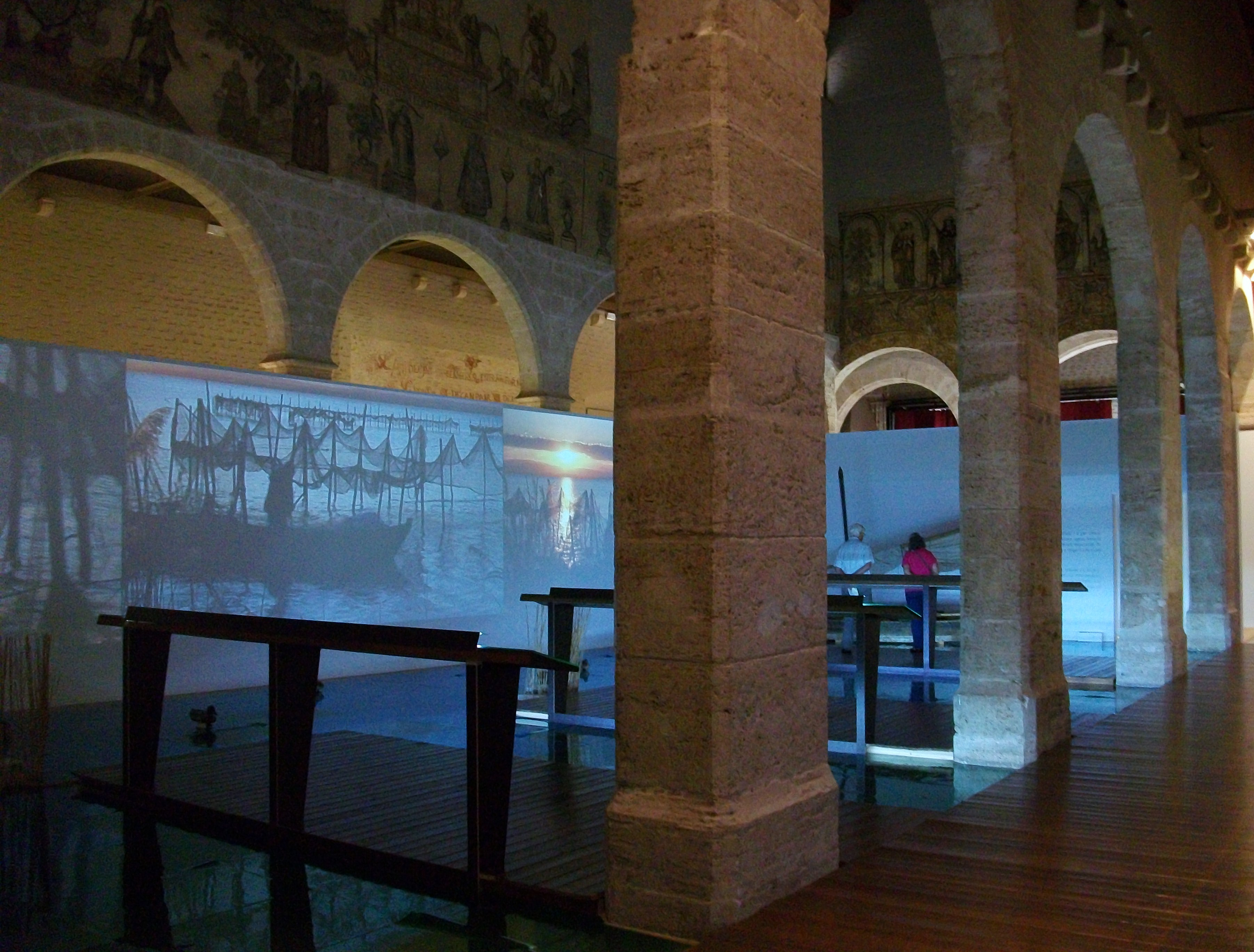
Interior do almudín de Valência, atualmente um museu

Em castelhano, os termos alhóndiga, almudí, almudín, alholí, alfolí ou casa pública designam os estabelecimentos onde se comprava, vendia e em certos casos se armazenavam cereais e outros alimentos em grão.
Por vezes a designação alhóndiga só era aplicada especificamente a estabelecimentos de compra e venda de trigo. No sentido mais lato, podia designar um espaço de depósito e comercialização de bens alimentares e mesmo outras mercadorias onde só se pagavam taxas por aquilo que se vendia, ou seja, os bens não vendidos não eram taxados. Além da função puramente comercial, em muitos casos destinavam-se também a garantir o abastecimento das populações em geral e principalmente os camponeses em épocas de escassez.[carece de fontes?]
Modernamente, o termo alhóndiga também designa um tipo de empresa de comercialização de fruta e hortaliça, existentes por exemplo na região de Almeria, que escoam a produção agrícola local através de leilões.
O nome deriva do árabe hispânico alfúndaq (armazém), que deu origem a alfóndiga em castelhano antigo. Por sua vez, alfúndaq derivou do árabe clássico funduq, que tem origem no aramaico panduqiūm, o qual derivou do grego πανδοχεῖον; romaniz.: albergue.
A existência destes mercados de vizinhos remonta à Idade Média, embora apresentando algumas variantes. Eram geridos pelos ayuntamientos (governos municipais), onde quem entregasse qualquer tipo de cereais para vender era obrigados a levá-lo na mesma porção. O almudí era composto por amplos espaços de armazenamento ou lonjas (áreas de exposição e venda de mercadorias), que acomodavam facilmente todo o tipo de cereais. Estava aberto durante o dia e a ele acorriam frequentemente muitas instituições e particulares interessados em adquirir as quantidades de cereal que necessitavam. [carece de fontes?]

## Exemplos dealhóndigas
- Corral del Carbón — construído no século XIV, é a única alhóndiga e caravançarai do período muçulmano atualmente existente na Península Ibérica.
- Alhóndiga de Bilbau — antigo armazém de vinho construído no início do século XX, atualmente transformado num centro cultural.